# Villa Höganloft

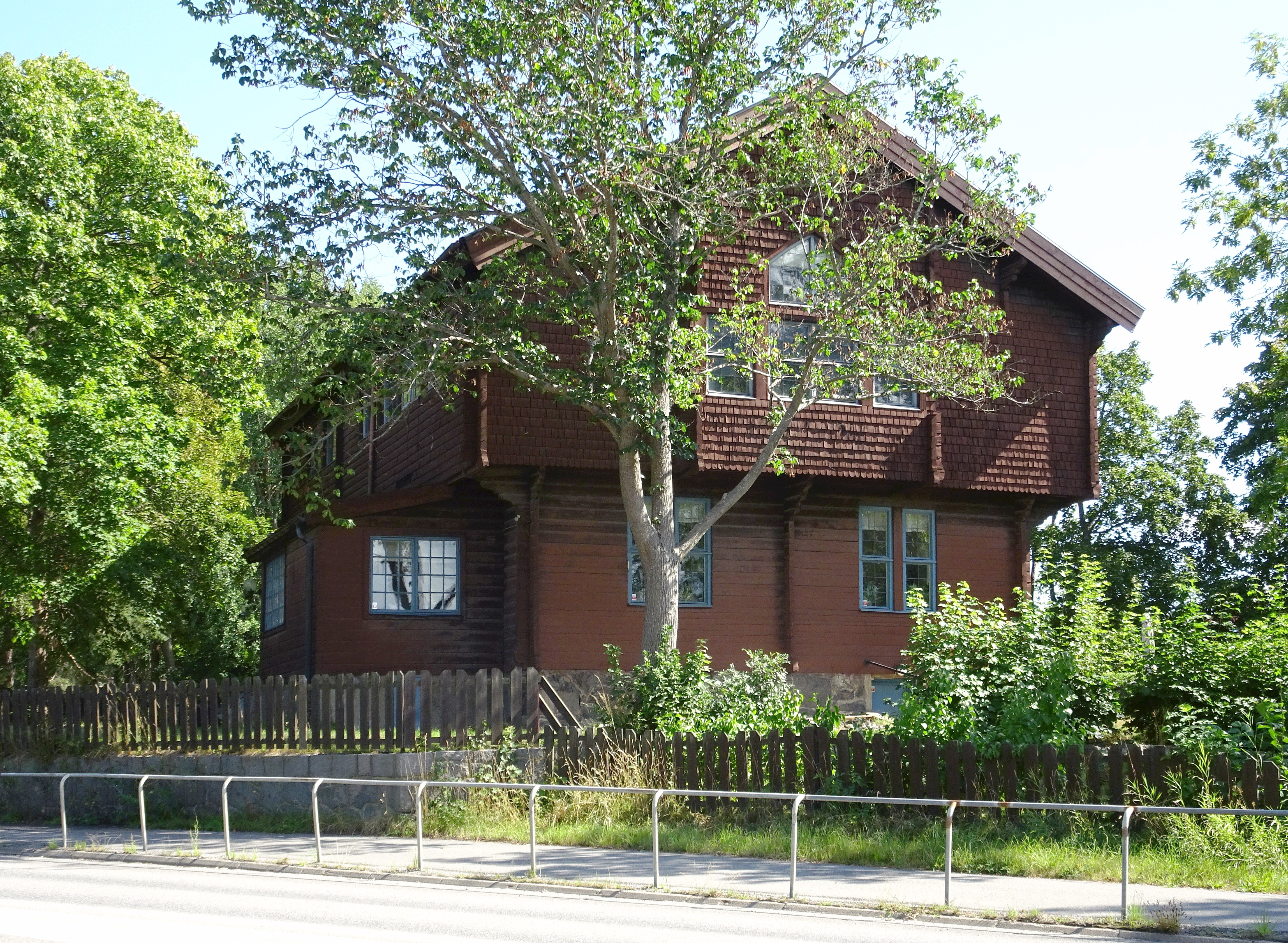
Villa Högloft sedd från Norra Kungsvägen, augusti 2021.

Villa Höganloft (även känd som Restaurang Höganloft och Lidingö hemvärnsgård) är en kulturhistoriskt värdefull byggnad vid Norra Kungsvägen i kommundelen Bo i Lidingö kommun. Byggnaden ritades 1909 av arkitekten Jacob Gate i fornnordisk stil och fungerade efter kafé- och restaurangtiden under många år som Lidingös hemvärnsgård. Enligt kommunen utgör byggnaden ett viktigt landmärke och ett utmärkt exempel på den sedan 1860-talet förekommande fornnordiska stilen.

## Historik

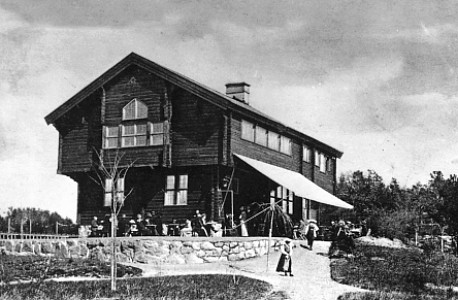
Restaurang Höganloft, 1910-tal.

Vid Kyrkviken och i anslutning till Norra Lidingöbanans slutstation uppfördes 1910 Villa Höganloft. Huset var tänkt som samlingsplats för den nya villabebyggelsen som efter 1906 började växa upp i Lidingö villastads regi. Arkitekt Jacob Gate ritade huset i fornnordisk stil. Formgivningen återspeglar samtidens intresse för forntid och allmogekultur. Uppdragsgivare var C.W. Backe, direktör för Lidingö byggnadsbolag. Gate ritade en från den nordiska medeltiden inspirerad loftbyggnad i två våningar med hel källare.  Utmärkande är bland annat den timrade bottenvåningen med en utkragad övervåning med fjällpanel, samt blyspröjsade fönster.
Enligt originalritningarna fanns i källarvåningen förrådsutrymmen, tvättstuga och bageri. På bottenvåningen fanns butik, café, kök och två rum. Större delen av övervåningen upptogs av den vikingatidsinspirerade höganloftsalen, där de fornnordiska dragen manifesterades i interiören med bland annat snidade och individuellt
utformade ansikten/masker samt en stor murad öppen spis i högsätet.
Ursprungligen byggdes huset för konditoriservering och restaurang och kallas på äldre vykort Kafé Höganloft. Restaurangrörelsen bedrevs en bit in på 1940-talet, innan dålig lönsamhet gjorde att den avvecklades. 1945 köptes fastigheten av Lidingö stads Tomt AB för att ställas till Hemvärnets förfogande och blev Lidingös Hemvärnsgård. Hemvärnet bedrev till en början också en konditoriverksamhet i bottenvåningen, kallat Hemvärnsgårdens Konditori och Hembageri. Parallellt användes gården under perioder dagtid även som skola och daghem. 
Fram till 2006 hyrdes byggnaden av Civilförsvarsföreningen och nyttjades av bland annat Hemvärnet, Lottakåren och Bilkåristerna. Övervåningens vikingasal kunde även hyras av utomstående, ofta som festlokal vid middagar och bröllop. Efter 2006 blev byggnaden privatägd. Byggnaden har i en detaljplan från 2005 fått en Q-märkning vilket innebär att exteriören ej får förvanskas.

## Bilder

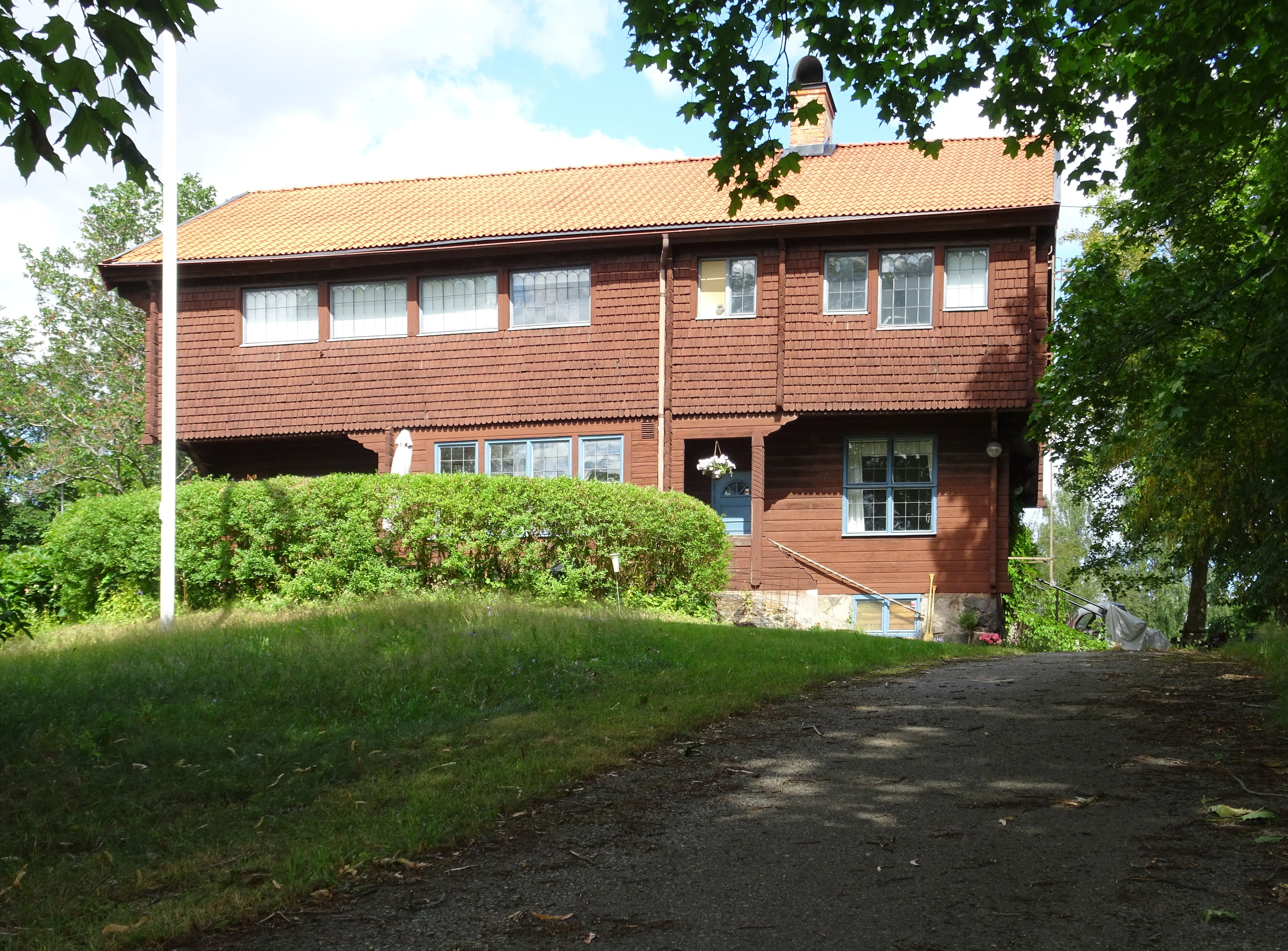
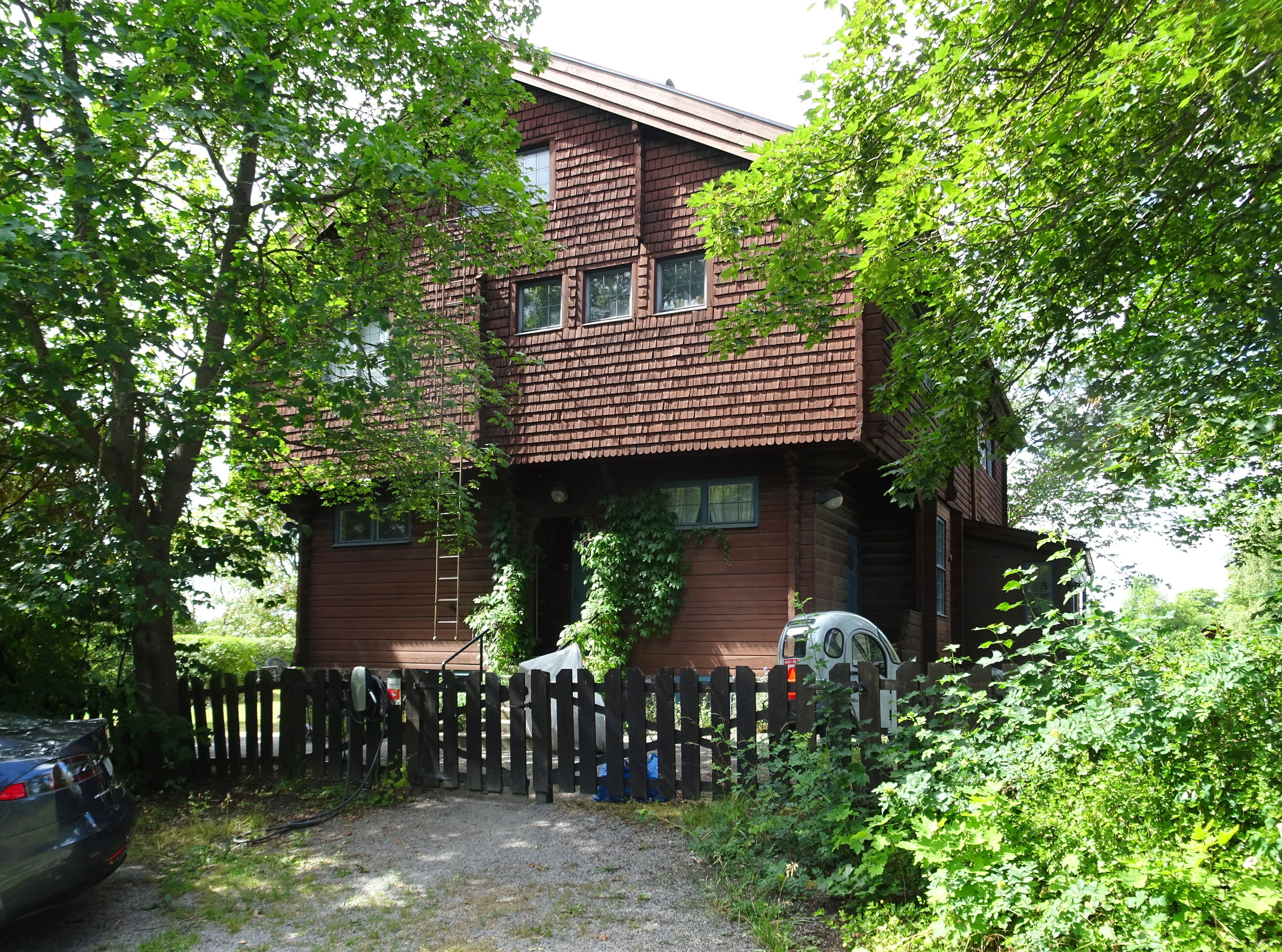
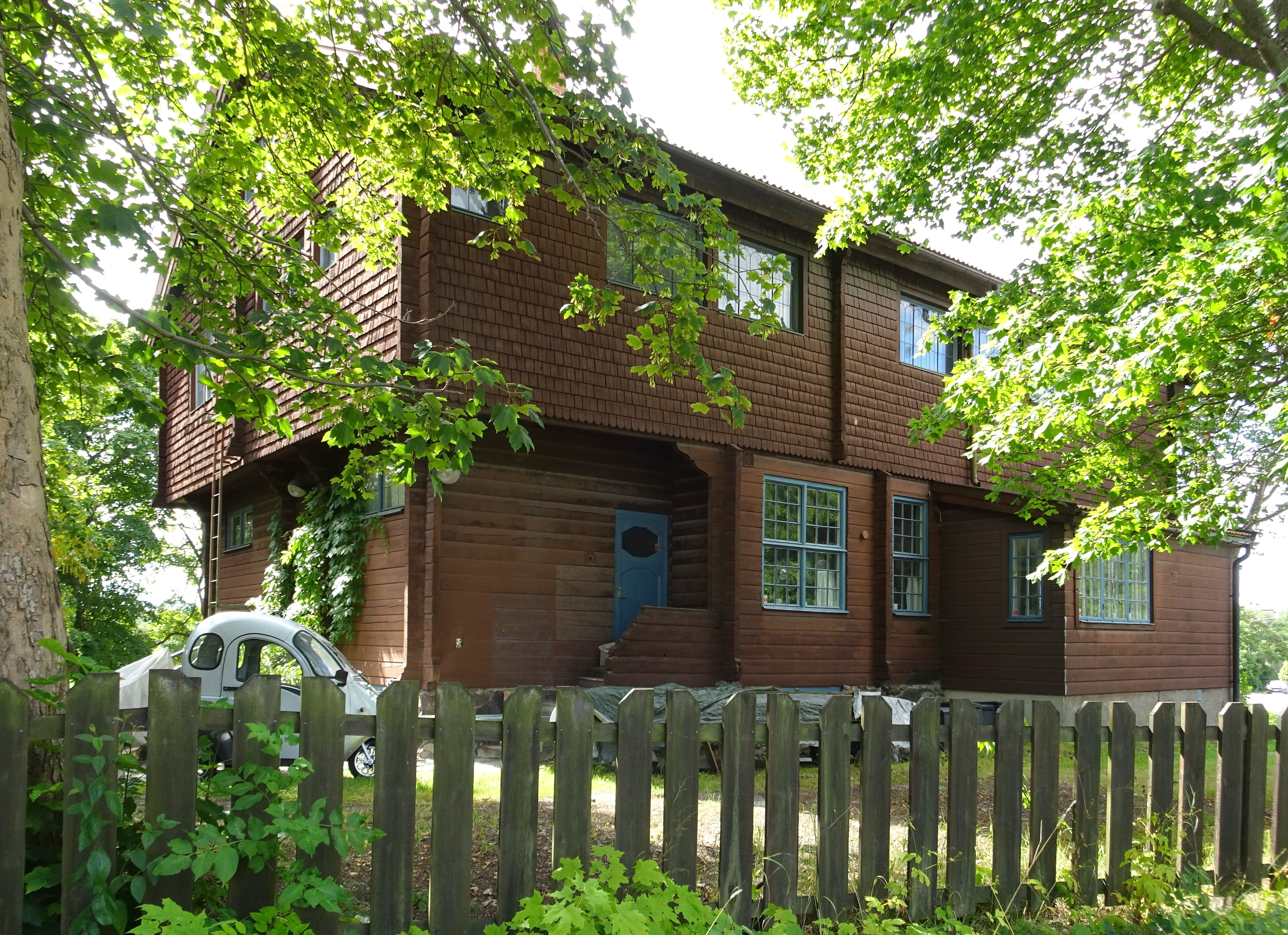
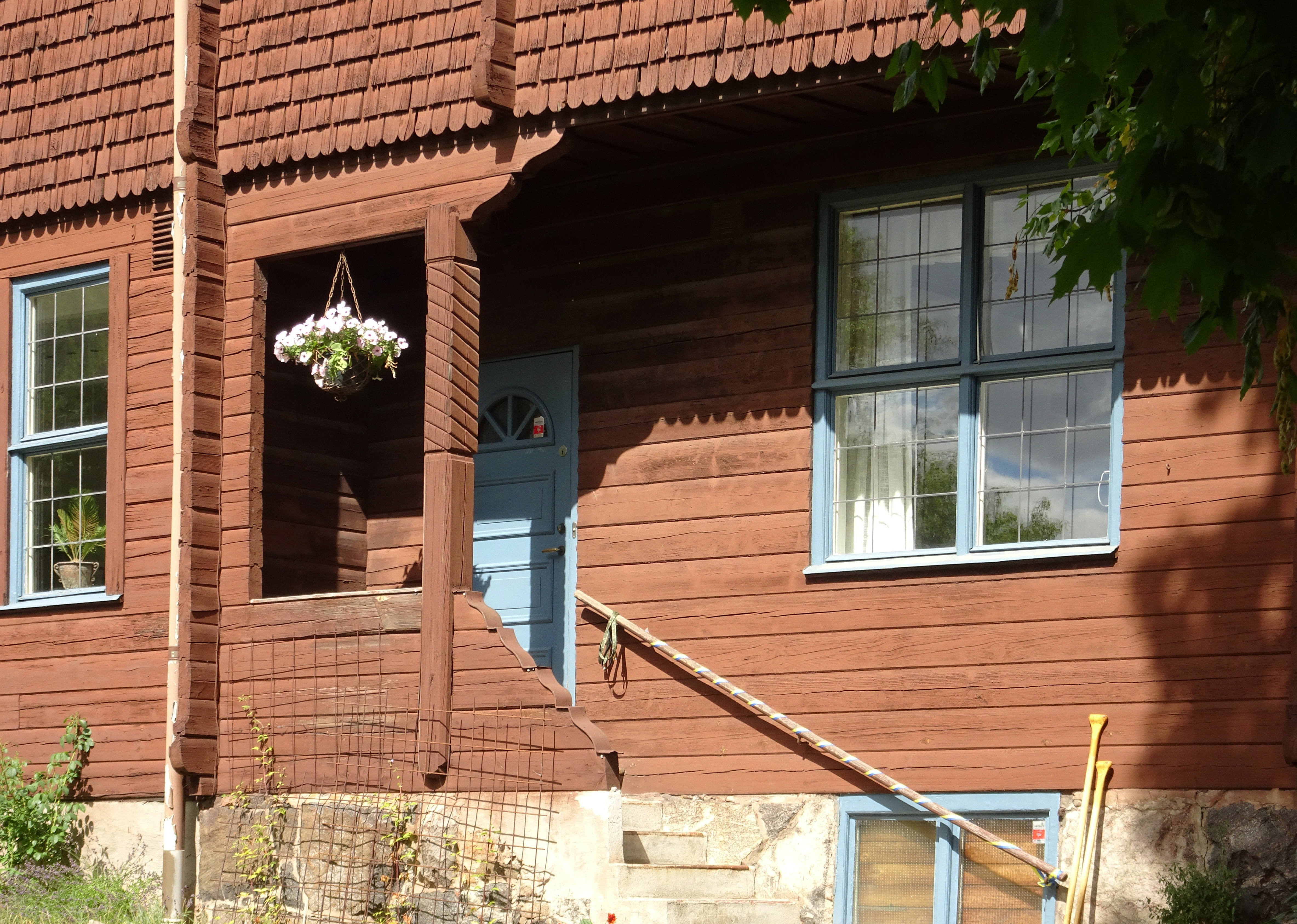